# Upsala (lodowiec)

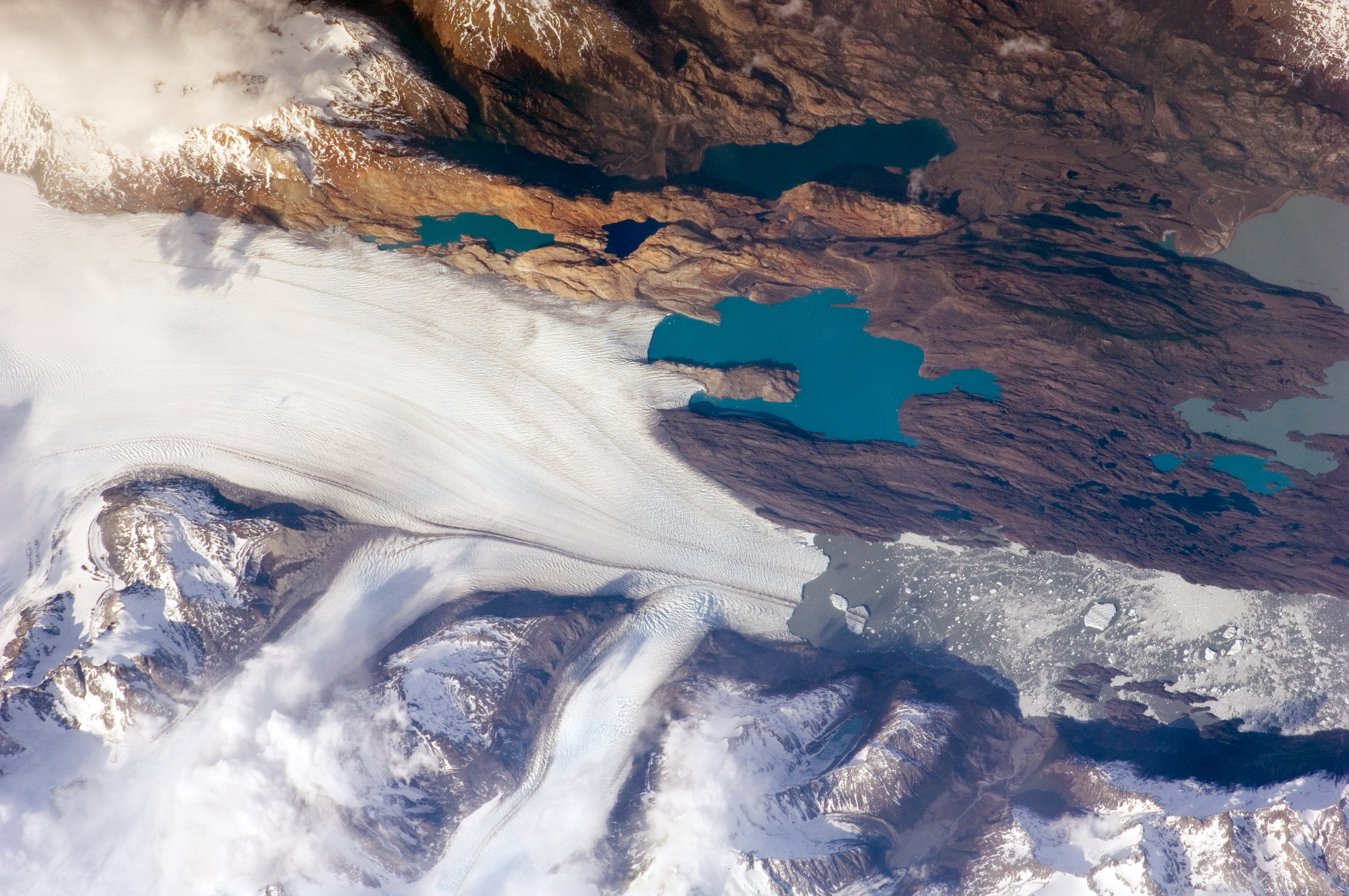
Lodowiec Upsala widoczny z Międzynarodowej Stacji Kosmicznej, październik 2009.

Upsala – lodowiec po wschodniej stronie Lądolodu Patagońskiego Południowego. Długość lodowca wynosi 60 km.